# 1943 na música

## Música Popular
- Alvarenga & Ranchinho: Êh São Paulo, terra da garoa
- Carlos Galhardo: Fascinação
- Orlando Silva: Atire a primeira pedra, de Ataulfo Alves e Mário Lago

## Nascimentos
| Data            | Nome            | Profissão                                    | Nacionalidade  | Observações | Ref |
| --------------- | --------------- | -------------------------------------------- | -------------- | ----------- | --- |
| 19 de Janeiro   | Janis Joplin    | cantora                                      | Estados Unidos | m. 1970     |     |
| 11 de Fevereiro | Joselito        | cantor                                       | Espanha        |             |     |
| 25 de Fevereiro | George Harrison | guitarrista                                  | Inglaterra     | m. 2001     |     |
| 29 de Março     | Eric Idle       | ator, comediante e guitarrista               | Inglaterra     |             |     |
| 29 de Março     | Vangelis        | músico                                       | Grécia         | m. 2022     |     |
| 15 de Junho     | Johnny Hallyday | cantor                                       | França         |             |     |
| 3 de julho      | Ray Lynch       | pianista e violonista                        | Estados Unidos |             |     |
| 26 de Julho     | Mick Jagger     | músico                                       | Inglaterra     |             |     |
| 23 de Agosto    | Pino Presti     | baixista, maestro, orquestrador e compositor | Itália         |             |     |
| 6 de Setembro   | Roger Waters    | compositor, vocalista e baixista             | Inglaterra     |             |     |
| 7 de Setembro   | Gloria Gaynor   | cantora                                      | Estados Unidos |             |     |
| 23 de setembro  | Julio Iglesias  | cantor                                       | Espanha        |             |     |
| 8 de Dezembro   | Jim Morrison    | poeta, cantor e compositor                   | Estados Unidos | m. 1971     |     |
| 18 de Dezembro  | Keith Richards  | guitarrista                                  | Inglaterra     |             |     |
| 27 de Dezembro  | Peter Sinfield  | poeta e cantor                               | Inglaterra     |             |     |

## Mortes

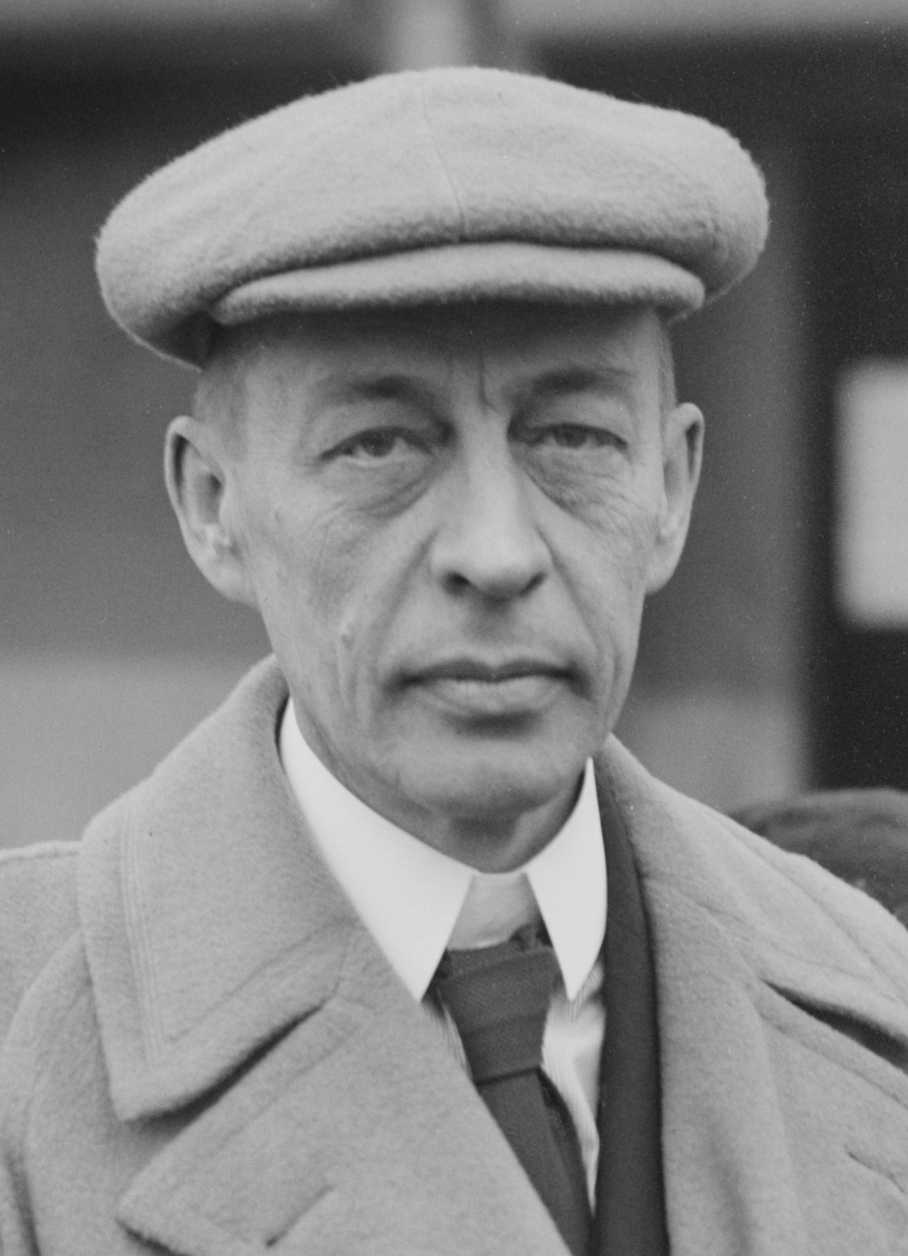
Sergei Rachmaninoff
(1873 - 1943)

| Data            | Nome                | Profissão                                    | Nacionalidade | Observações | Ref |
| --------------- | ------------------- | -------------------------------------------- | ------------- | ----------- | --- |
| 20 de Fevereiro | Elsie Houston       | soprano                                      | Brasil        | n. 1902     |     |
| 28 de Março     | Sergei Rachmaninoff | compositor e pianista                        | Rússia        | n. 1873     |     |
| 24 de maio      | Batista Júnior      | cantor, comediante, compositor e ventríloquo | Brasil        | n. 1894     |     |